# Aeroporto Internazionale di Skopje
L'Aeroporto Internazionale di Skopje (IATA: SKP, ICAO: LWSK) (in macedone Меѓународен аеродром Скопје?, Megjunaroden aerodrom Skopje) è il più grande aeroporto internazionale della Macedonia del Nord. 
È situato 17 km a sud-est della capitale Skopje. Le principali compagnie che servono l'aeroporto sono la Wizz Air e Turkish Airlines.
Nel settembre 1918 a Skopje vi era il campo volo della 1ª Sezione della 73ª Squadriglia del Regio Esercito per il Corpo di spedizione italiano in Macedonia fino all'agosto 1919.
Nel 2012 la struttura è stata insignita del premio Best Small Airport per l'area europea: il premio è assegnato, annualmente, dall'Airports Council International.
Nel febbraio del 2018 l’aeroporto è stato rinominato “Aeroporto Internazionale di Skopje”, eliminando ogni riferimento ad Alessandro Magno, nell’ottica di un miglioramento delle relazioni con la Grecia.